# Игнатьев, Борис Николаевич
Борис Николаевич Игнатьев — советский хозяйственный, государственный и политический деятель.

## Биография
Родился в 1920 году в Иркутске. Член ВКП(б) с 1947 года.
С 1938 года — на хозяйственной, общественной и политической работе. В 1938—1979 гг. — студент Казахского горно-металлургического института, научный сотрудник научно-исследовательского горно-разведочного института, начальник угольной шахты рудоуправления «Нордвиксоль» Красноярского края, главный инженер шахты, заместитель начальника и начальник рудоуправления в Хатангском районе Красноярского края, начальник рудника «Тиксиуголь», начальник рудоуправления «Сангаруголь» Якутской АССР, начальник шахты № 2 комбината «Интауголь», главный инженер, начальник шахты № 11–12, начальник комбината «Интауголь», начальник комбината «Воркутауголь», генеральный директор Воркутинского производственного объединения по добыче угля «Воркутауголь», директор Всесоюзного научно-исследовательского института управления угольной промышленности.
Избирался депутатом Верховного совета РСФСР 7-го, 8-го, 9-го созывов.
Почётный гражданин города Воркуты.